# Henry Jameson
Henry Wood Jameson (St. Louis, 19 aprile 1883 – Pittsburgh, 7 marzo 1938) è stato un calciatore statunitense, di ruolo difensore.
Nel 1904 fece parte della squadra del St. Rose Parish che conquistò la medaglia di bronzo nel torneo di calcio dei Giochi della III Olimpiade.
Anche suo fratello Claude era parte del St. Rose Parish.